# Hendrikus Colijn
Hendrikus (Hendrik) Colijn (Burgerveen, Haarlemmermeer, 22 de juny de 1869 - Ilmenau, 18 de setembre de 1944) va ser un polític neerlandès, que va exercir com primer ministre dels Països Baixos per dues vegades: entre agost de 1925 i març de 1926, i entre 1933 i 1939.
Va néixer en a Burgerveen, al municipi de Haarlemmermeer, el 1869. Els seus pares van ser Antonie Colijn i Anna Verkuijl, que van emigrar cap al Haarlemmermeer per raons religioses.